# Pierre III Frotier
Pierre III Frotier est un prélat français, évêque de Lodève.

## Biographie
Il est évêque de Lodève de 1200 à 1207. Il meurt assassiné par les habitants de Lodève en 1207.